# Leonora (Mercadante)
Leonora è un'opera in quattro atti di Saverio Mercadante, su libretto di Marco D'Arienzo. La prima rappresentazione ebbe luogo al Teatro Nuovo di Napoli il 5 dicembre 1844.
Gli interpreti della prima rappresentazione furono:
| Personaggio      | Interprete          |
| ---------------- | ------------------- |
| Barone di Lutzow | Antonio Avignone    |
| Guglielmo        | Domenico Laboccetta |
| Strelitz         | Gennarino Luzio     |
| Giorgio Burger   | Luigi Vita          |
| Geltrude         | Adelaide De Rosa    |
| Leonora          | Adelaide Rebussini  |
| Oscar Muller     | Emanuele Testa      |

Direttore era Andrea Baly.

## Trama
Il fatto avviene in Prussia nel 1752. Leonora, figlia di un medico, si innamora ricambiata di Guglielmo, figlio del feudatario, ma il padre di lui è contrario alle nozze. Guglielmo va in guerra per sfuggire al conflitto col padre e mostrargli il suo coraggio e rimane ferito. Credendolo morto Leonora impazzisce, tanto da non riconoscerlo al suo ritorno. Di fronte a questo enorme dolore di Leonora il padre di Guglielmo si muove a pietà e una volta che lei rinsavisce, grazie alle affettuose cure ricevute, benedice l'unione degli innamorati.

## Struttura musicale
- Sinfonia

### Atto I
- N. 1 - Introduzione e Cavatina di Strelitz Odi... / Ascolta... - Vuje, figliò, no ve mpicciate (Coro, Strelitz)
- N. 2 - Duetto fra Barone e Strelitz No, qual son tu non ignori
- N. 3 - Finale I Oh cessate!... E a che volete (Giorgio, Barone, Guglielmo, Strelitz, Coro)

### Atto II
- N. 4 - Cavatina di Leonora Ah! rammento... a lui d'accanto (Leonora, Geltrude)
- N. 5 - Duetto fra Leonora e Guglielmo e Finale II Son tua, son tua sull'ara - Priesto priesto, alò spezzate (Leonora, Guglielmo, Strelitz)

### Atto III
- N. 6 - Terzetto fra Giorgio, Leonora e Geltrude Vieni, con me propizio
- N. 7 - Cavatina di Oscar Qui attenderla in segreto
- N. 8 - Duetto fra Oscar e Leonora Nel mio cor t'idolatrai
- N. 9 - Finale III Vieni, deh vieni al tempio (Coro, Leonora, Geltrude, Giorgio, Barone, Oscar, Strelitz, Guglielmo)

### Atto IV
- N. 10 - Aria di Leonora Vieni, ah vieni, oh mio diletto (Leonora, Guglielmo)
- N. 11 - Terzetto fra Barone, Guglielmo e Strelitz Ah! la vita che a te diedi
- N. 12 - Duetto fra Leonora e Strelitz e Finaletto Son vergin giuliva - Ah Leonora! (Leonora, Strelitz, Guglielmo, Giorgio, Barone, Oscar, Geltrude, Coro)